# Almendra (Salamanca)
Almendra egy község Spanyolországban, Salamanca tartományban. Almendra El Manzano, Ahigal de Villarino, Trabanca, Fermoselle és Sardón de los Frailes községekkel határos. Lakosainak száma 132 fő (2024).

## Népesség
A település népessége az elmúlt években az alábbi módon változott:
| Lakosok száma | 208  | 215  | 205  | 187  | 183  | 178  | 164  | 146  | 135  | 132  |
|               | 2001 | 2004 | 2007 | 2009 | 2012 | 2014 | 2017 | 2019 | 2022 | 2024 |